# Hypostomus obtusirostris
Hypostomus obtusirostris är en fiskart som först beskrevs av Steindachner, 1907.  Hypostomus obtusirostris ingår i släktet Hypostomus och familjen Loricariidae. Inga underarter finns listade i Catalogue of Life.